# Xirocourt
Xirocourt är en kommun i departementet Meurthe-et-Moselle i regionen Grand Est (tidigare regionen Lorraine) i nordöstra Frankrike. Kommunen ligger i kantonen Haroué som tillhör arrondissementet Nancy. År 2022 hade Xirocourt 452 invånare.

## Befolkningsutveckling
Antalet invånare i kommunen Xirocourt
| Referens: INSEE |